# Mann ist Mann
Mann ist Mann è un Docufilm del 1931 diretto da Bertolt Brecht e Carl Koch.

## Trama
Spettacolo teatrale diretto da Berthold Brecht e filmato da Carl Koch, su un civile che viene aggregato in uno squadrone di mitraglieri e trasformato in soldato.

## Restauro
- 5 dicembre 2017 - Da parte della Fondazione Deutsche Kinemathek con la collaborazione dell'Akademie der Künste ha digitalizzato il film.[1]